# Raptorapax terribilissima
Raptorapax terribilissima (лат.) — ископаемый вид сетчатокрылых насекомых из рода Raptorapax семейства Rhachiberothidae. Обнаружены в нижнемеловых ливанских янтарях Азии (Beqaa, Zahleh, Bouarij, Ливан).
Вид был впервые описан в 2010 году палеоэнтомологами Джулианом Петрулевичиусом (Petrulevicius Julian F.; División Paleozoología Invertebrados, Museo de La Plata—UNLP—CONICET, Аргентина), Дэни Азаром (Azar Dany; Lebanese University, Faculty of Sciences II, Natural Sciences Department, Fanar — Matn, Ливан) и Андре Нелем (Nel André; Muséum National d'Histoire Naturelle, Entomologie, Париж, Франция).
Вместе с другими ископаемыми видами сетчатокрылых насекомых, такими как Paraberotha acra, Libanosemidalis hammanaensis, Banoberotha enigmatica, Alloberotha petrulevicii, Sinosmylites rasnitsyni, Oisea celinea, Eorhachiberotha burmitica, Oloberotha sinica, Araripeberotha fairchildi, Ethiroberotha elongata, Caririberotha martinsi, Dasyberotha eucharis, Chimerhachiberotha acrasarii являются одними из древнейших представителей отряда Neuroptera, что было показано в 2011 году при ревизии палеофауны палеоэнтомологами Владимиром Макаркиным (Биолого-почвенный институт ДВО РАН, Владивосток) и его китайскими коллегами Ц. Яном и Д. Жэнем (Qiang Yang, Dong Ren; College of Life Sciences, Capital Normal University, Пекин, Китай).